# Ludwig August de Saxa-Coburg-Kohary
Ludwig August Maria Eudes, Prinț de Saxa-Coburg-Gotha-Koháry (8 august 1845 – 14 septembrie 1907), a fost prinț german al Casei de Saxa-Coburg-Gotha și amiral brazilian.

## Primii ani
S-a născut la Château d'Eu în Franța. A fost al doilea fiu al lui August de Saxa-Coburg și Gotha și al Clémentinei de Orléans. Tatăl său era verișor primar cu regina Victoria a Regatului Unit și cu soțul acesteie, Prințul Albert de Saxa-Coburg și Gotha. Prin mama sa era nepot al regelui Ludovic-Filip al Franței.

## Căsătorie și familie

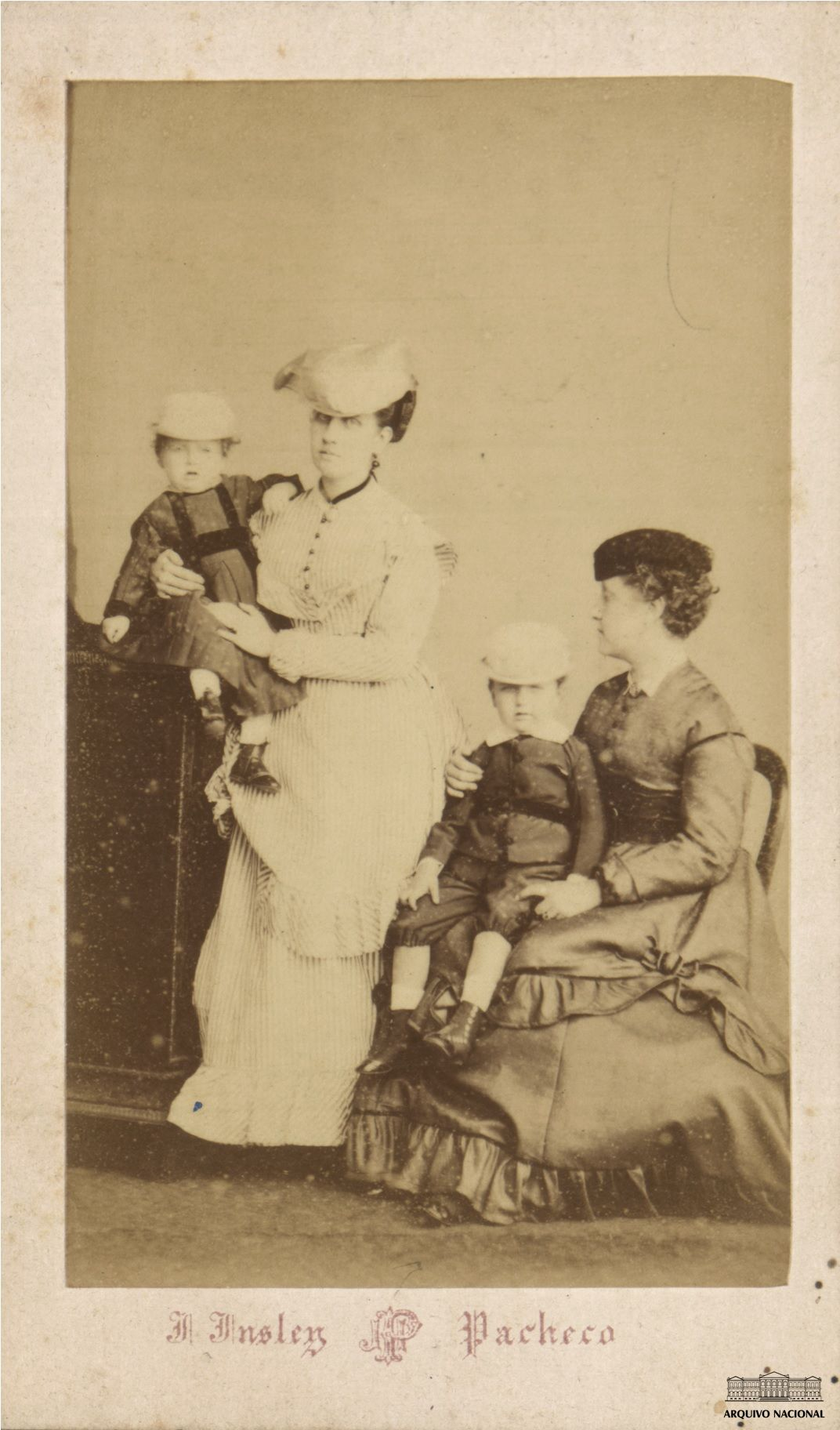
Soția lui Leopoldina ținând în brațe pe fiul lor August și cumnata lui Isabel stând și ținând în brațe pe fiul ei Peter August (Rio de Janeiro, 1866).

Ludwig August și vărul său primar, prințul francez Gaston, conte d'Eu (fiu al Victoriei, sora tatălui lui August), au plecat în Brzilia pentru a se căsători cu cele două fiice ale împăratului Pedro al II-lea al Braziliei: Isabel cea mare și Leopoldina cea mică. Planul original a fost ca August să se căsătorească cu Isabel și Gaston cu Leopoldina însă fetele au decis altceva și împăratul, care avea o experiență nefericită în legătură cu căsătoriile dinastice aranjate, a fost de acord cu dorințele lor.
Ludwig August și Leopoldina s-au căsătorit la Rio de Janeiro la 15 decembrie 1864, la două luni după nunta dintre Isabel și Gaston. Împreună au avut patru fii:
1. Prințul Petru August Ludwig Maria Michael Gabriel Raphael Gonzaga (19 mai 1866 – 6 iulie 1934); succesor al tatălui său în 1907. Petru a murit celibatar și a fost succedat de nepotul său Rainier.
2. August Leopold Philipp Maria Michael Gabriel Raphael Gonzaga (6 decembrie 1867 – 11 octombrie 1922).
3. Joseph Ferdinand Maria Michael Gabriel Raphael Gonzaga (21 mai 1869 – 13 august 1888).
4. Ludwig Gaston Klemens Maria Michael Gabriel Raphael Gonzaga (15 septembrie 1870 – 23 ianuarie 1942); căsătorit cu Prințesa Matilda de Bavaria.

Soția sa a murit tânără, la vârsta de 23 de ani, în 1871. El a murit la 14 septembrie 1907 la  Karlsbad, Germania, la vârsta de 62 de ani.